# IC 4373
IC 4373 — эллиптическая галактика типа Е в созвездии Волопас.
Этот объект входит в число перечисленных в оригинальной редакции «Нового общего каталога».